# 克利爾斯普林 (馬里蘭州)
克利爾斯普林（英語：Clear Spring）是一個位於美國馬里蘭州華盛頓縣的市鎮。

## 人口
根據2020年美國人口普查的數據，克利爾斯普林的面積為0.30平方千米，當中陸地面積為0.30平方千米，而水域面積為0.00平方千米。當地共有人口372人，而人口密度為每平方千米1,240人。